# Jilemnice (stacja kolejowa)
Jilemnice – stacja kolejowa w miejscowości Jilemnice, w kraju libereckim, w Czechach. Znajduje się na wysokości 465 m n.p.m.
Jest zarządzana przez Správę železnic. Na stacji znajdują się kasy biletowe, na których istnieje możliwość zakupu biletów na wszystkie pociągi w tym międzynarodowe oraz rezerwacji miejsc.

## Linie kolejowe
- 042 Martinice v Krkonoších - Rokytnice nad Jizerou